# Jammel
Jammel, Jemmal, Djemmal i Djammel (àrab: جمّال, Jammāl) és una ciutat de la governació de Monastir a Tunísia, situada uns 12 km al sud-oest de Monastir. La seva població és de 9.000 habitants la ciutat i 41.736 la municipalitat, i és capçalera d'una delegació de 51.300 habitants.

## Economia
És una ciutat interior, menys afectada pel turisme que les altres de la governació. La població viu principalment de l'agricultura, especialment de les oliveres, i de la indústria, amb dues zones industrials establertes pel govern, Jemmal I i Jemmal II sobretot dedicades al tèxtil.

## Urbanisme
La ciutat té com a centre la mesquita, al costat de la qual hi ha el mausoleu d'Oum Ezzine, una coneguda santa local.

## Administració
És el centre de la delegació o mutamadiyya homònima, amb codi geogràfic 32 56 (ISO 3166-2:TN-12), dividida en nou sectors o imades:
- Jamel Sud (32 56 51)
- Jamel Nord (32 56 52)
- Jamel Est (32 56 53)
- Jamel Ouest (32 56 54)
- Zaouiet Kontoch (32 56 55)
- Bir Taïeb (32 56 56)
- Menzel Kamel (32 56 57)
- El Hdadra (32 56 58)
- Et-Teyaïra (32 56 59)

Al mateix temps, forma una municipalitat o baladiyya (codi geogràfic 32 19).